# 恋のスケッチ〜応答せよ1988〜
『恋のスケッチ〜応答せよ1988〜』（こいのスケッチ～おうとうせよ いちきゅうはちはち～、原題：응답하라 1988）は、2015年11月6日から2016年1月16日まで韓国のtvNで放送された連続テレビドラマ。全21話(0話から20話まで）。

## 概要
『応答せよ1997』（2012年7月24日-9月18日放送、全16話）と『応答せよ1994』（2013年10月18日-12月28日放送、全21話）に続く「応答シリーズ」の第3作目で、本作はソウルオリンピック開催年1988年を舞台にしたソウル道峰区双門洞に住むドクソンと幼なじみ4人、その5組の家族たちの物語である。
韓国で放送が開始されると回を追って人気が上昇し、2006年に開局した有料放送局tvNとして開局以来の最高視聴率約19%を最終回に記録した。また中国でも大きなブームになりオンラインサイトでの再生回数が2億回を超えた。
日本では『恋のスケッチ～応答せよ1988～』（こいのスケッチ　おうとうせよ いちきゅうはちはち）と題して、2017年3月から5月にかけてDVDで全3巻のセットが順次発売され、同時にレンタルも開始された。テレビでは同年2017年6月からDATVで放送が開始され、他にBS11でも放送された。
また、インターネット上の有料動画配信サービスサイト楽天TVとGYAO!でそれぞれ2017年6月と10月から配信されている。

## 登場人物

### ドクソンの一家
ソン・ドクソン(スヨン）
演 - イ・ヘリ(1994年）→ イ・ミヨン(2015年）
主人公。ドンイル夫婦の次女。1971年生まれ。双門女子高校に在学中。
ソン・ドンイル
演 - ソン・ドンイル
1944年生まれ。ドクソンの父。韓一〈ハニル〉銀行(現:ウリィ銀行)の監査課に在籍する銀行員。
イ・イルファ
演 - イ・イルファ
1944年生まれ。ドクソンの母。専業主婦。
ソン・ボラ
演 - リュ・ヘヨン（1988年）→ チョン・ミソン전미선（2015年）
1968年生まれ。ドンイルとイルファの長女で、ドクソンとノウルの姉。ソウル大学2年生で、数学を専攻している。
ソン・ノウル
演 - チェ・ソンウォン（1988年）→ ウ・ヒョン（2015年）
ドクソンの年子の弟。双門高校に在学。老け顔。

### ジョンファンの一家
キム・ジョンファン
演 - リュ・ジュンヨル
1971年生まれ。サッカーが好き。
キム・ソンギュン
演 - キム・ソンギュン
1944年生まれ。ジョンファンの父。金星電子(現:LG電子)代理店を経営している。
いつも金星電子代理店のスタッフジャンパーを着ている。
ラ・ミラン
演 - ラ・ミラン
1943年生まれ。ジョンファンの母。専業主婦。
キム・ジョンボン
演 - アン・ジェホン
1965年生まれ。ジョンファンの兄。6年目、大学進学を目指している。

### ソヌの一家
ソヌ
演 - コ・ギョンピョ
1971年生まれ。双門高校の生徒会長。
ジンジュ
演 - キム・ソル
1983年生まれ。ソヌの妹。
キム・ソニョン
演 - キム・ソニョン
1946年生まれ。ソヌとジンジュの母。

### テクの一家
チェ・テク
演 - パク・ボゴム
1971年生まれ。あだ名は「ヒドン」。「天才」と呼ばれる囲碁棋士。→キム・ジュヒョク(2015年)
チェ・ムソン
演 - チェ・ムソン
1944年生まれ。テクの父。あだ名は「コ・ギルトン」。時計店「鳳凰堂」を営んでいる。

### ドンリョンの一家
リュ・ドンリョン
演 - イ・ドンフィ
1971年生まれ。4人兄弟の末っ子。別称は「サンショウウオ」。勉強より遊ぶのが好きで、ダンスが上手い。
リュ・ジェミョン
演 - ユ・ジェミョン
ドンリョンの父。双門高校の教師。

### その他
チャン・ミオク
演 - イ・ミンジ
ドクソンの親友。双門女子高校在学。あだ名は「張曼玉」。金持ちで、ジョンボンを好いている。
ワン・ジャヒョン
演 - イ・セヨン
ドクソンの親友。双門女子高校在学。あだ名は「王祖賢」。

## 放送日程
| 各話   | 放送日        | サブタイトル                         | 視聴率 |
| ------ | ------------- | ------------------------------------ | ------ |
| 第1話  | 2015年11月6日 | 手に手を取って                       | 6.5%   |
| 第2話  | 11月7日       | あなたは私のことを誤解している       | 6.7%   |
| 第3話  | 11月13日      | 有銭無罪 無銭有罪                    | 8.6%   |
| 第4話  | 11月14日      | Can't help 〜ing                     | 8.0%   |
| 第5話  | 11月20日      | 越冬準備                             | 9.6%   |
| 第6話  | 11月21日      | 初雪が降っているんですよ             | 8.8%   |
| 第7話  | 11月27日      | 君に                                 | 10.2％ |
| 第８話 | 11月28日      | 温かい一言                           | 10.7％ |
| 第９話 | 12月4日       | その線を越えるということ             | 10.2％ |
| 第10話 | 12月5日       | MEMORY                               | 12.5％ |
| 第11話 | 12月11日      | 三つの予言                           | 12.3％ |
| 第12話 | 12月12日      | 誰かを愛するということ               | 11.8％ |
| 第13話 | 12月18日      | スーパーマンが帰ってきた             | 12.2％ |
| 第14話 | 12月19日      | 心配しないで、あなた                 | 13.2％ |
| 第15話 | 12月25日      | 愛と友情のあいだ                     | 13.6％ |
| 第16話 | 12月26日      | 人生はアイロニーI                    | 12.6％ |
| 第17話 | 2016年1月8日  | 人生はアイロニーII                   | 15.5%  |
| 第18話 | 1月9日        | グッドバイ、初恋                     | 16.2%  |
| 第19話 | 1月15日       | あなたは最善を尽くした               | 17.9%  |
| 第20話 | 1月16日       | さようなら私の青春、グッドバイ双門洞 | 18.4%  |